# J.P.X.
J.P.X. (ur. 17 grudnia 1969 w Issy-les-Moulineaux) – francuski aktor filmów pornograficznych.

## Kariera
Swoją karierę ekranową rozpoczynał w roku 1997 dla Private Media Group w produkcjach pornograficznych Pierre'a Woodmana, w tym Fatalna orchidea (Fatal Orchid 1, 1998), Nieprzyzwoita (Indecency, 1999), Obłęd (Madness, 2000), Żadne słońce żadna zabawa (No Sun No Fun, 2000), Riwiera (Riviera, 2001), Dziwki (Bitches, 2001) czy Ibiza Sex Party 4 (Private Xtreme 39 - Ibiza Sex Party 4, 2007). 
Brał też udział w filmach Marca Dorcela. Współpracował także z Tonim Ribasem.

## Nagrody i nominacje
| Rok  | Nagroda   | Kategoria                                            | Film                                                  | Inni wykonawcy                                             | Rezultat  |
| ---- | --------- | ---------------------------------------------------- | ----------------------------------------------------- | ---------------------------------------------------------- | --------- |
| 2007 | AVN Award | Najlepsza scena seksu w zagranicznej produkcji       | Sonya & Priscila (Pornochic 9) (2006)                 | Stacy Silver, Priscila Sol, Claudio Melone, Neeo i Charlie | Nominacja |
| 2010 | AVN Award | Wykonawca zagraniczny roku                           | –                                                     | –                                                          | Nominacja |
| 2014 | AVN Award | Najlepsza scena seksu w produkcji zagranicznej wideo | Russian Institute: Lesson 18: the Headmistress (2012) | Anną Polina i Nastą Zya                                    | Nominacja |